# Кельтеминарская культура
Кельтеминарская культура (англ. Kelteminar culture) — неолитическая культура оседлых рыболовов, обитавших в южном Приаралье в VI—III тыс. до нашей эры. Находки на плато Устюрт, ранее включавшиеся в состав кельтеминарской культуры, выделены в айдабольскую культуру эпохи мезолита и неолита.

## Генетические связи
Ряд исследователей считает эту культуру родственной культуре ямочно-гребенчатой керамики и относят к кругу финно-угорских народов. Однако, современные лингвистические и генетические исследования помещают финно-угров в более позднюю эпоху. Сменилась тазабагьябской культурой. Существование данной культуры нередко используют как аргумент против существования индоиранской прародины в Средней Азии. Обнаружена экспедицией 1939 года (С. П. Толстов). Названа по каналу Кельтеминар в Каракалпакии (Узбекистан). Основной район распространения кельтеминарской культуры — древняя Ачкадарьинская дельта Амударьи и сопредельные территории.

## История изучения
Обнаружена экспедицией 1939 года (С. П. Толстов). Названа по каналу Кельтеминар в Каракалпакии (Узбекистан). Основной район распространения кельтеминарской культуры — древняя Акчадарьинская дельта Амударьи и сопредельные территории.

## Материальная культура
Кельтеминарцы украшали себя бусами из раковин и бирюзы.
Изготовляли каменные топоры трапециевидной формы и миниатюрные кремнёвые наконечники стрел.
Глиняные сосуды для варки пищи они делали без помощи гончарного круга.
Кельтеминарцы жили в больших домах (пл. от 100 до 380 м2), в которых помещалась целая родовая община примерно в 100—120 человек. В центре жилища находился большой стационарный очаг, по периферии — малые очаги и хозяйственные ямы для нужд малых семей (до 8-10 в жилище).

## Экономика
Хозяйство — оседлое рыболовство (щука, сазан, сом, судак) и охота (Бухарский олень, кабан, реже джейран и кулан).

## Антропология
Антропологический тип — юго-восточные варианты средиземноморской расы, а также более северные типы европеоидов.

## Периодизация
Кельтеминарская культура сложилась на основе местных мезолитических культур с пластинчатой микролитоидной индустрией; развивалась под влиянием взаимодействия её носителей с земледельческим населением на юге и культурами охотников Приуралья и Зауралья на севере (усилилось на позднем этапе кельтеминарской культуры). Выделены 3 этапа:
- Дарьясайский этап (ранний неолит; VI-е — середина V-го тысячелетия) представлен памятниками в районе Лявляканских озёр на нижнем Зеравшане.
- Для джанбасского этапа (развитой неолит; середина V-го — середина IV-го тысячелетия) выделяются локальные группы или отдельные культуры (акчадарьинская группа, нижнеузбойская культура и др.).
- Поздненеолитический этап датируется концом IV-го — III-м тысячелетиями. В районе Сарыкамышской дельты Амударьи раскапывался могильник Тумеккичиджик (развитой энеолит).

Традиции кельтеминарской культуры прослеживаются в заманбабинской культуре бронзового века; её носители — скотоводы и земледельцы низовий Зеравшана (3-я треть III-го тысячелетия до нашей эры).